# چوی ایم-جونگ
چوی ایم-جونگ (انگلیسی: Choi Im-jeong؛ زادهٔ ۱۴ فوریهٔ ۱۹۸۱) بازیکن هندبال اهل کره جنوبی است.
از افتخارات وی میتوان به کسب مدال نقره در بازی‌های المپیک تابستانی ۲۰۰۴ و کسب مدال برنز در بازی‌های المپیک تابستانی ۲۰۰۸ اشاره کرد.